# Acta Oecologia
Acta Oecologica (Acta Oecol) ist eine begutachtete, internationale Fachzeitschrift für Ökologie.
Der Impact Factor beträgt 1,7 und sie belegt Platz 225 von 706 Fachzeitschriften.